# Oregoni fajdbogyó
Az oregoni fajdbogyó (nyugati teabogyó, oregoni illatos télizöld; Gaultheria ovatifolia) hangafélék (Ericaceae) családjában az áfonyaformák (Vaccinioideae) alcsaládjába sorolt fajdbogyók (Gaultherieae) nemzetségének egyik faja.

## Származása, elterjedése
Észak-Amerika nyugati részén, Brit Columbiában és Kaliforniában honos.

## Megjelenése, felépítése
Mintegy 35 cm magasra növő törpecserje. 2–3 cm hosszú, zöld, ovális leveleinek vége kihegyesedik. Egyesével növő, kis harangként lefelé lógó virágainak színe a fehér árnyalatútól a nagyon világos rózsaszínűig terjed, vöröses fellevelekkel. Gyümölcse vörös bogyó.

## Életmódja, termőhelye
Örökzöld faj. A magas hegyvidéki erdőkben hajt.

## Felhasználása
A történelmi időkben a Hoh és a Quileute (ejtsd. kvilejute) indiánok fontos élelemforrása volt.

## Fordítás
Ez a szócikk részben vagy egészben a Gaultheria ovatifolia című angol Wikipédia-szócikk fordításán alapul.  Az eredeti cikk szerkesztőit annak laptörténete sorolja fel. Ez a jelzés csupán a megfogalmazás eredetét és a szerzői jogokat jelzi, nem szolgál a cikkben szereplő információk forrásmegjelöléseként.